# Distretto di Nurgal
Il distretto di Nurgal è un distretto dell'Afghanistan appartenente alla provincia del Konar. Conta una popolazione di 25.047 abitanti (dato 2003).